# Морфонема
Морфоне́ма — основная единица морфонологии. Представляет собой класс фонем (реже — сочетаний фонем), чередующихся в алломорфах под влиянием грамматического окружения данной морфемы, к примеру рус. нос'-ить — нош-у. Графически морфонема (термин образован Н. С. Трубецким путём гаплологии из морфо-фонема) обычно обозначается в виде дроби и заключается в фигурные скобки. Число морфонем соответствует количеству рядов морфонологических чередований.